# Storia di Trapani
La storia di Trapani trae le sue origini dal mito. Fondata dagli Elimi, fu importante base cartaginese, poi fu una delle civitates censoriae romane. Durante il Medioevo fu uno dei più importanti porti del Mediterraneo, ed ebbe un ruolo attivo durante i Vespri siciliani. Tra il XV e il XVI secolo ebbe un notevole sviluppo e dopo un periodo di decadenza nel XVII, la città si riprese, e quasi raddoppiò la popolazione. Fu protagonista dei moti risorgimentali antiborbonici sia nel 1820-21 che nel 1848-49 e sostenne Garibaldi durante la spedizione dei Mille. Durante la seconda guerra mondiale fu importante base aereo-navale e subì pesanti bombardamenti dagli alleati.

## Le origini
Le origini di Trapani affondano nella leggenda. 
La morfologia peculiare dell'area geografica e la vicinanza con l'elima Eryx ne fecero ben presto un topos letterario piuttosto ricercato.
La mitologia greca vuole che questo territorio fosse governato da Erix, quella romana che la città di Trapani sia stata originata dalla falce caduta a Cerere mentre sul carro trainato da serpi alati correva per il mondo alla ricerca della figlia rapita dal dio Ade: la falce caduta in mare si mutò in una lingua di terra arcuata sulla quale sorse una città, per tale forma detta appunto Drepanon ("falce" in greco antico). Secondo un'altra tradizione mitologica, Trapani sarebbe invece sorta dalla falce caduta dalle mani di Saturno dopo aver evirato il padre Urano. Saturno era anticamente il dio patrono di Trapani e ancora oggi si può ammirare una statua che lo ritrae posta a ornamento della fontana che si trova in piazzetta Saturno, nel centro storico.
Per altri ancora, Trapani nacque dall'amore sorto tra il cielo e il mare. Per alcuni ricercatori, tra cui l'inglese Samuel Butler, Scherie, la città dei Feaci descritta nell'Odissea di Omero, sarebbe proprio l'odierna Trapani.

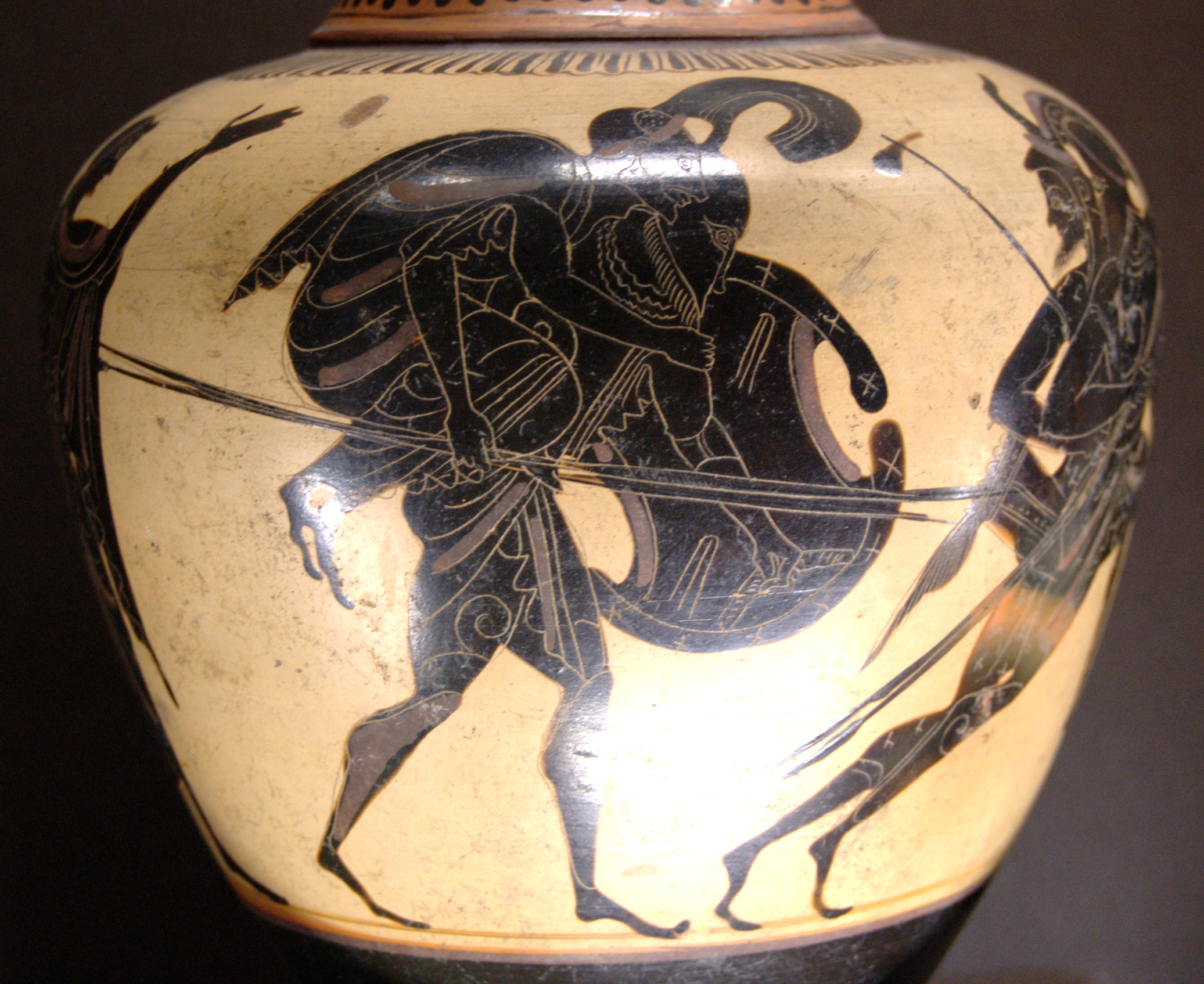
Enea porta sulle spalle il padre Anchise (vaso attico)

Nell'Eneide, fra le avventure dell'eroe troiano Enea, Virgilio racconta quella che lo portò a Drepano (Trapani) in Sicilia, accolto da Aceste, figlio di Crimiso e di Egesta. Qui morì Anchise e qui il pio eroe ne seppellì la salma del monte Erice tornandovi successivamente dopo la fuga da Didone e celebrando con giochi grandiosi la memoria del genitore, giochi chiamati ludi novendiali, che potrebbero essersi svolti nella piana di Pizzolungo, alla periferia di Trapani. Questa narrazione accredita l'ipotesi che ai tempi di questi giochi esistesse già il piccolo borgo drepanitano.

### Il primo nucleo abitativo

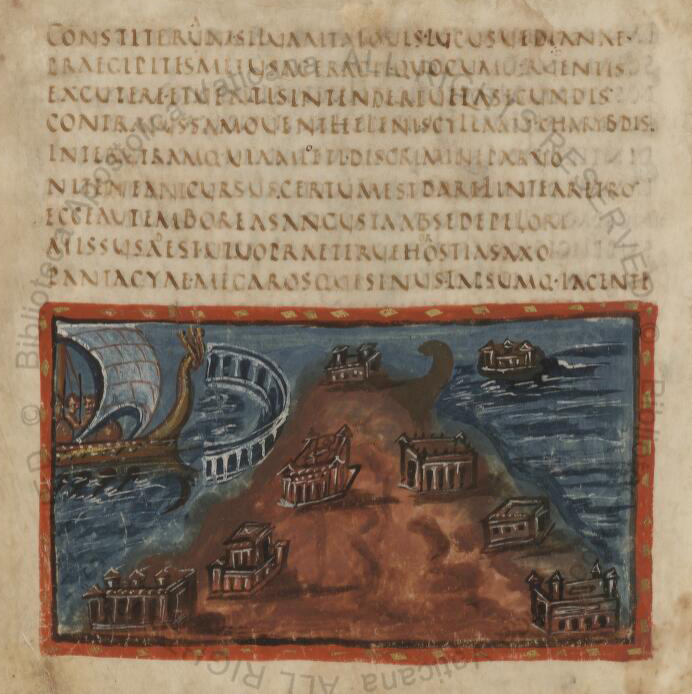
Enea sbarca a Drepanum. Illustrazione del Vergilius Vaticanus

Al di là delle suggestioni mitologiche, è assai probabile che il primo insediamento di Trapani sia stato realizzato dagli Elimi in una data sicuramente anteriore alla caduta di Troia (1184 a.C.). 
Gli Elimi, fondatori di Erice, costruirono in pianura un villaggio in prossimità del mare e delle terre coltivate per stabilire un centro di collegamento tra la vetta - in cui essi risiedevano e si rifugiavano per ripararsi da eventuali attacchi esterni - e il posto di lavoro, dove si dedicavano all'agricoltura e alla pesca dalla terraferma. Quando nel IX secolo a.C. i Fenici dalla vicina Cartagine si mossero verso le coste occidentali della Sicilia, trovarono già costruito dagli Elimi quello che, sostanzialmente, era l'emporio di Erice e con questi ultimi lo abitarono pacificamente, insieme ai Sicani (già insediati nella Sicilia occidentale). Tuttavia, a causa dei pochi reperti archeologici rinvenuti o conservati, e per via delle trasformazioni del territorio circostante, rimane assai incerta l'esatta collocazione dell'originaria Drepanon che potrebbe non coincidere con quella attuale e storicamente conosciuta.
Solo successivamente, quindi, il piccolo villaggio di Trapani si consolidò sul promontorio, quasi un'isola, più o meno corrispondente all'attuale quartiere di San Pietro (o Casalicchio), diviso dall'entroterra paludoso mediante un canale navigabile che metteva in comunicazione il mare di Tramontana con quello di Mezzogiorno. Con la creazione della colonia fenicia il villaggio doveva contare meno di 500 abitanti. Nonostante le fonti documentarie non parlino mai esplicitamente di Trapani fino al III secolo a.C., alcune vicende narrate da Erodoto, e riprese da Diodoro Siculo, giustificano l'esistenza di un nucleo urbano in età arcaica in riferimento alla fondazione, da parte del principe spartano Dorieo, di una colonia nel «paese di Erice», denominata Eraclea, che alcuni studiosi localizzerebbero proprio nell'area di Drepanon. Questa colonia sarebbe stata subito distrutta da un'alleanza tra Erice, Segesta e Cartagine.

## L'influenza cartaginese

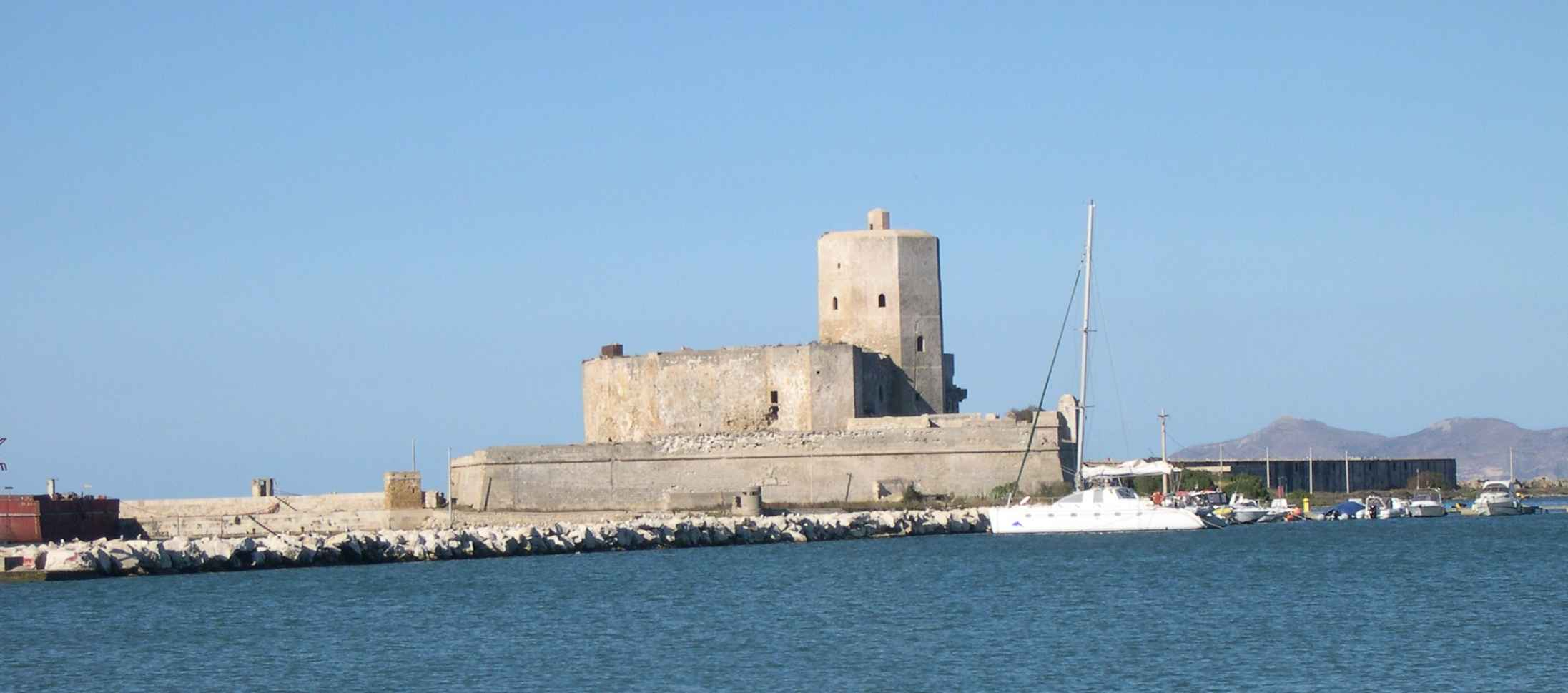
Castello della Colombaia.

Durante le guerre contro i Sicelioti e Siracusa, Trapani si mantenne saldamente legata alle sorti di Cartagine. Da piccolo borgo, gradualmente giunse a essere una città murata di forma quadrangolare con un perimetro di più di un miglio, tutta circondata dal mare tranne che nella parte orientale. Due porte aperte nel muro di levante assicuravano l'ingresso in città dalla parte di terra. Nel 260 a.C., in vista dello scontro epocale con Roma, il generale Amilcare - uno dei più grandi capi militari di Cartagine - fortificò la cinta muraria e il promontorio situato nella penisola posta alla fine della baia più estesa e dotata a meridione di un profondo e vantaggioso porto naturale, trasferendovi una parte degli abitanti di Eryx. È in questa circostanza che si può parlare di una vera e propria fondazione della città.
Secondo le fonti documentarie, Amilcare fece costruire il primo nucleo di quello che sarebbe successivamente diventato il Castello di Terra con la relativa torre a levante della città, mentre a salvaguardia del porto fece costruire Torre Pali e la Torre Peliade o Colombaia. Alcune torri del vecchio sistema difensivo furono abbattute, mentre se ne fabbricarono delle nuove. A quel tempo, la città si rese sempre più autonoma da Erice, e raggiunse una popolazione di circa 3 000 persone.
Verso il 250 a.C., Drepanon (Trapani), con Lilybaeum, era una delle ultime due roccaforti cartaginesi in Sicilia. Nel 249 a.C. il generale Aderbale, che a Drepano aveva insediato il comando generale delle forze cartaginesi, sconfisse i Romani nella battaglia di Trapani.

## Epoca romana
L'importante posizione strategica di Trapani fu utilizzata durante la prima guerra punica nel corso delle battaglie di Monte Erice. Fino al 241 a.C., quando Gaio Lutazio Catulo sbaragliò la flotta cartaginese nella sanguinosa battaglia delle Isole Egadi che pose fine alla guerra. I Romani così conquistarono la città, latinizzandone il nome in Drepanum.
Nella nuova suddivisione amministrativa romana, le città siciliane ricevettero un trattamento differente a seconda della loro condotta durante la guerra punica. Drepanum rientrò fra le 26 città censorie (civitates censoriae, città di proprietà del popolo romano) ovvero fra quelle più pertinaci nella resistenza contro i Romani. Nei primi anni fu osteggiata dai Romani, che non le perdonarono la fedeltà a Cartagine, e Trapani decadde così dallo splendore in cui aveva vissuto sotto l'influenza punica: perdette il cantiere navale e si spopolò.
Ma grazie al porto, alla sua posizione geografica al centro delle rotte mediterranee, alla importante attività di estrazione del sale marino, intrapresa a suo tempo già dai Fenici, e alla lavorazione del corallo, quest'ultima già citata da Plinio, tornò ben presto a essere una fiorente città commerciale, fino a soppiantare Lilybaeum nel ruolo di centro più importante della Sicilia Occidentale.
Oltre che con il termine latinizzato Drepanum, il centro è attestato nei testi successivi alla prima guerra punica sia al plurale Drepana (in greco antico τα Δρεπανα) che al singolare Drepanon (in greco antico το Δρεπανον): il primo termine si riferisce probabilmente all'intera area geografica delle baie a forma di falce, mentre il secondo alla città vera e propria, che si doveva concentrare soltanto sulla falce più meridionale e più distante dal Monte Erice.

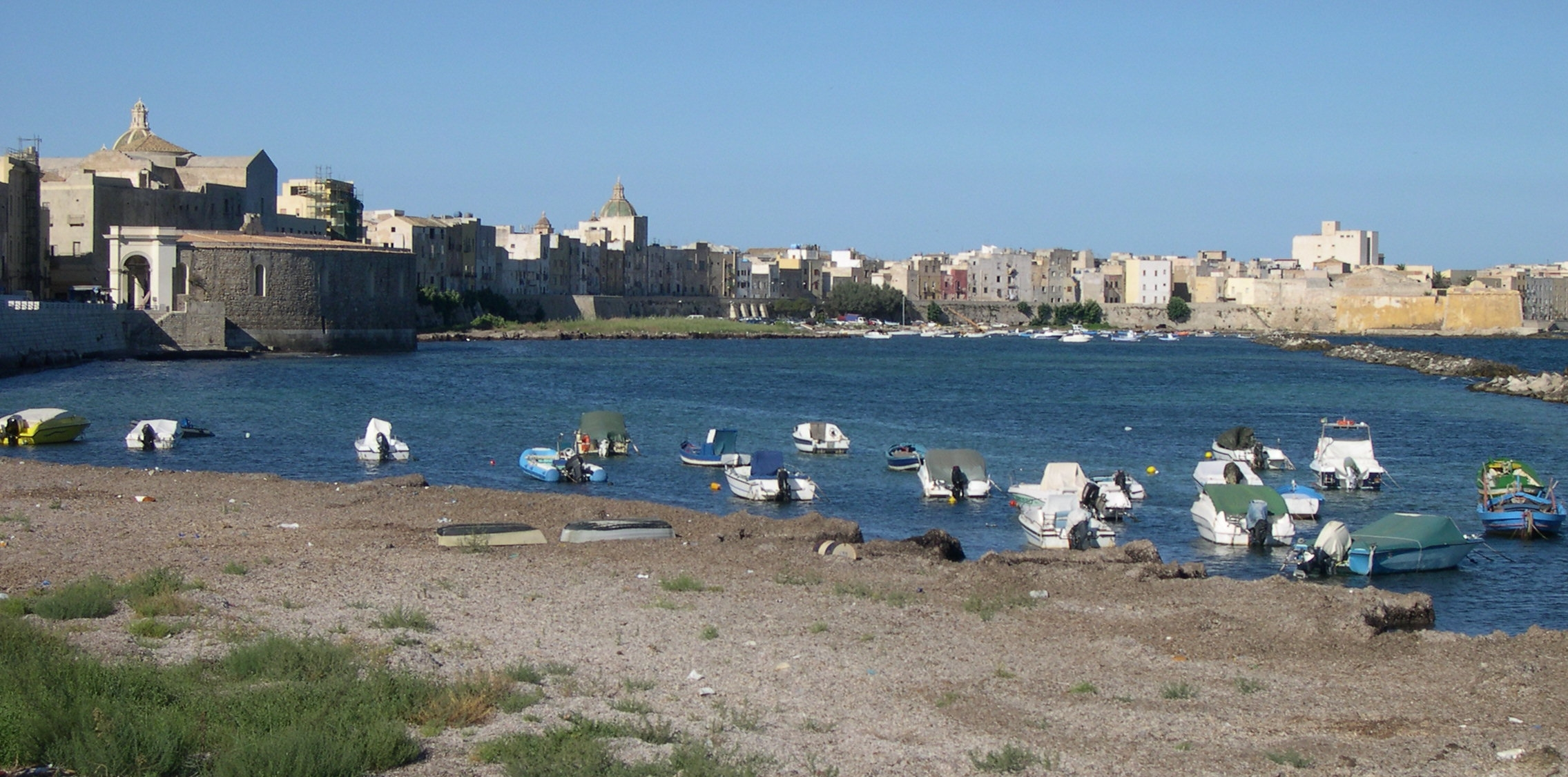
La città vecchia vista dalla "Litoranea"

### Medioevo
Dopo la caduta dell'Impero Romano d'Occidente, giunsero in città i Vandali, gli Eruli e gli Ostrogoti. Dal 535d.C. la Sicilia entrò nell'orbita dell'Impero Bizantino.
Con la nascita dell'Emirato di Sicilia, nel IX secolo d.C., la città prese i nomi siculo-arabi di Itràbinis, Taràbanis, Tràpanesch; in questo periodo si registrò un discreto sviluppo economico e culturale. 
Ruggero I di Sicilia conquistò Trapani nel 1077; la città era una delle due restanti roccaforti saracene nella parte occidentale dell'Isola. Il figlio di Ruggero, Giordano d'Altavilla, con una sortita sorprese le guardie di bestiame della guarnigione e, senza approvvigionamento alimentare, la città presto si arrese. 
Con la nascita del Regno di Sicilia ad opera di Ruggero II, Trapani raggiunse un fervido sviluppo, florida nei commerci e nelle attività culturali, e il porto ebbe grande fermento anche grazie alle crociate. Il porto di Trapani durante il Medioevo fu uno dei più importanti del Mediterraneo: aveva infatti ottenuto, a partire dal 1097 sotto Ruggero I, una franchigia importantissima che gli consentiva di essere praticamente una porta per l'Oriente, data la sua preziosissima posizione geografica. Il 18 giugno 1146 la flotta del Regno di Sicilia, partita da Trapani al comando di Giorgio d'Antiochia, conquistò Tripoli in Libia e nel corso dell'anno stabilì l'autorità della Sicilia in Nordafrica. 
In quel periodo molte potenze marittime dell'epoca (Genova, Pisa, Venezia, Lucca, Firenze, i catalani, i francesi, gli alessandrini) avevano un consolato nel porto trapanese e, specialmente con le prime due, Trapani aveva l'accordo per fungere da scalo verso i loro possedimenti nell'Africa settentrionale.
Nel 1266 le flotte Veneziana e Genovese si scontrarono davanti al porto di Trapani durante la guerra di San Saba, con i Veneziani che catturarono l'intera flotta genovese ferma alla rada.
Durante l'Ottava crociata guidata da Re Carlo I d'Angiò, la flotta al ritorno da Tunisi, il 20 novembre 1270 approdò a Trapani e qui sbarcarono i crociati, affetti dal morbo della peste. Per evitare il contagio agli abitanti, i componenti della spedizione furono alloggiati fuori le mura della città e affidati alle cure dei Carmelitani della piccola chiesa dell'Annunziata. Il contagio, però, invase ugualmente Trapani e le popolazioni vicine.
La città, cinta di mura e di ben sette fortezze nel Medioevo, si apriva al mare e sull'istmo con otto porte, delle quali tre sul porto. Oltre l'istmo era il castello, munito di cinque torri.

## Dai Vespri al XVIII secolo

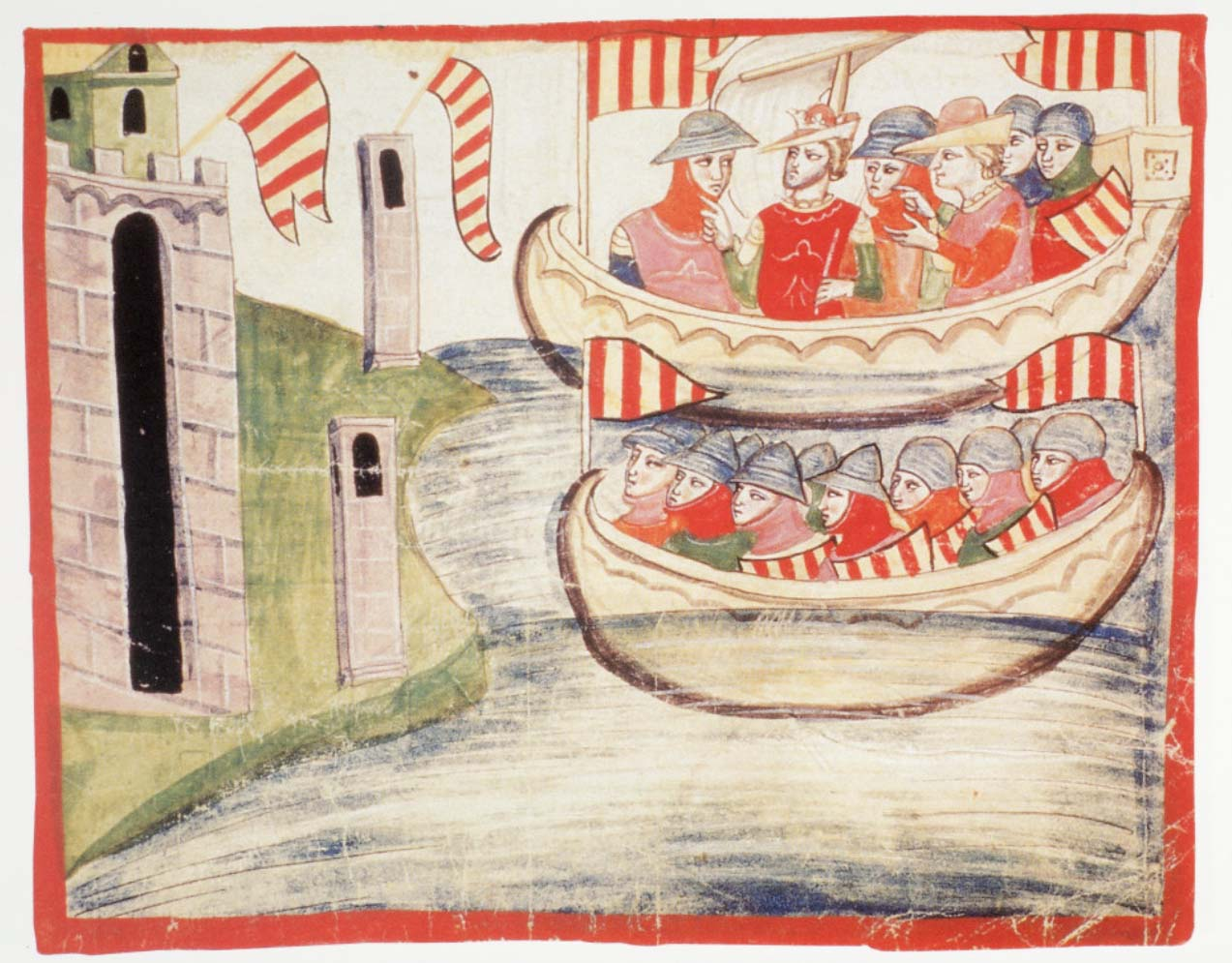
Pietro III di Aragona sbarca a Trapani

Dopo un breve periodo sotto la "mala segnoria" degli Angioini, Trapani partecipò attivamente alla sollevazione dei Vespri siciliani sotto la guida di Palmiero Abate, e il 30 agosto 1282 la flotta di Pietro III di Aragona, comandata dall'ammiraglio Ruggero di Lauria, sbarcò a Trapani per dare sostegno ai siciliani contro gli angioini. Alle truppe la città garantì rifornimenti e denari per proseguire la guerra.
Tra i nobili cavalieri spagnoli che sbarcarono a Trapani al seguito del sovrano aragonese sono meritevoli di menzione Corrado Rodolfo Emanuele, provveditore generale dell'armata reale, castellano e governatore della città, e Pietro di Sanclemente, che fu conservatore della gente d'armi. 
Durante la Guerra dei novant'anni, Filippo I d'Angiò, principe di Taranto, che era stato nominato dal Papa vicario generale del Regno di Sicilia, preparò l'invasione dell'Isola nel novembre del 1299, con cinquanta galee e numerose truppe e cavalieri, e assediò Trapani. Re Federico III di Sicilia riunì l'esercito a Castrogiovanni e marciò per togliere l'assedio a Trapani; gli eserciti angioino e siciliano si scontrarono nella battaglia della Falconaria nella piana delle odierne frazioni di Marausa e Locogrande. Sconfitti gli Angioini e fatto prigioniero lo stesso principe, Re Federico III entrò in città.
Durante il XIV e il XV secolo la città si ingrandì e divenne il centro economicamente e politicamente più importante della Sicilia occidentale, con un suo Senato cittadino.  Nel 1478, Ferdinando il Cattolico concesse alla città il titolo di Invittissima per via «delle gloriose resistenze fatte sempre ai nemici del regno». Nel 1492, a causa della persecuzione antisemita della Spagna, anche gli ebrei della fiorente comunità di Trapani dovettero abbandonare la Sicilia.  
Nella prima metà del XVI secolo si acuì la rivalità tra le due primarie famiglie dei Sanclemente e dei Fardella, che assunsero la denominazione di Mascari e Canali. Fu tra le città che si ribellarono nel 1516 a Hugo de Moncada. Capo della rivolta fu don Simone Sanclemente il quale, dopo essersi insediato di propria autorità nella carica di capitano di giustizia, fu de facto signore della città per alcuni mesi.
Il 20 agosto 1535 Carlo V, arrivò a Trapani dopo aver conquistato Tunisi. La città - la quarta dell’isola dopo Palermo, Messina e Catania - si era ormai talmente affermata nello scacchiere geopolitico dell'epoca da meritare dall'imperatore l'appellativo di "Chiave del Regno". Durante la sua permanenza a Trapani, Carlo V giurò di mantenere i privilegi della città, compreso quello con cui il Senato cittadino poteva conferire lauree in medicina, fisica, teologia, matematica, belle arti e giurisprudenza (Drepanum Urbs Invictissima ubi Caesar primum juravit). Lasciò Trapani alla fine di agosto diretto a Palermo.
Nel 1570 gli abitanti furono 16.286.
Nel 1589 Trapani da semplice Terra divenne Civitas.

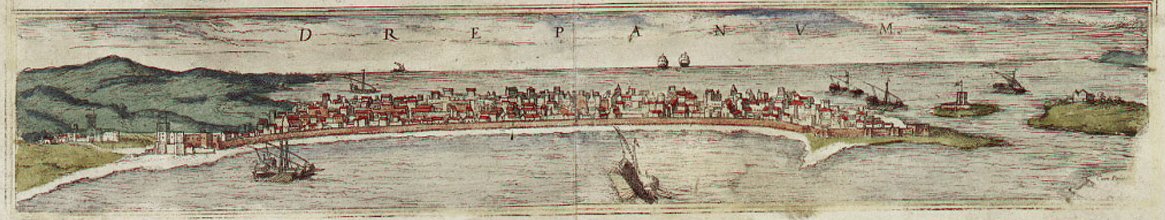
Trapani nel XVI secolo

Nel XVII secolo Trapani conobbe un periodo di decadenza soprattutto a causa delle insurrezioni dovute a carestie (come quelle del 1647 e del 1670-1673) e pestilenze, come quella del 1624.

## Dal XVIII secolo al fascismo

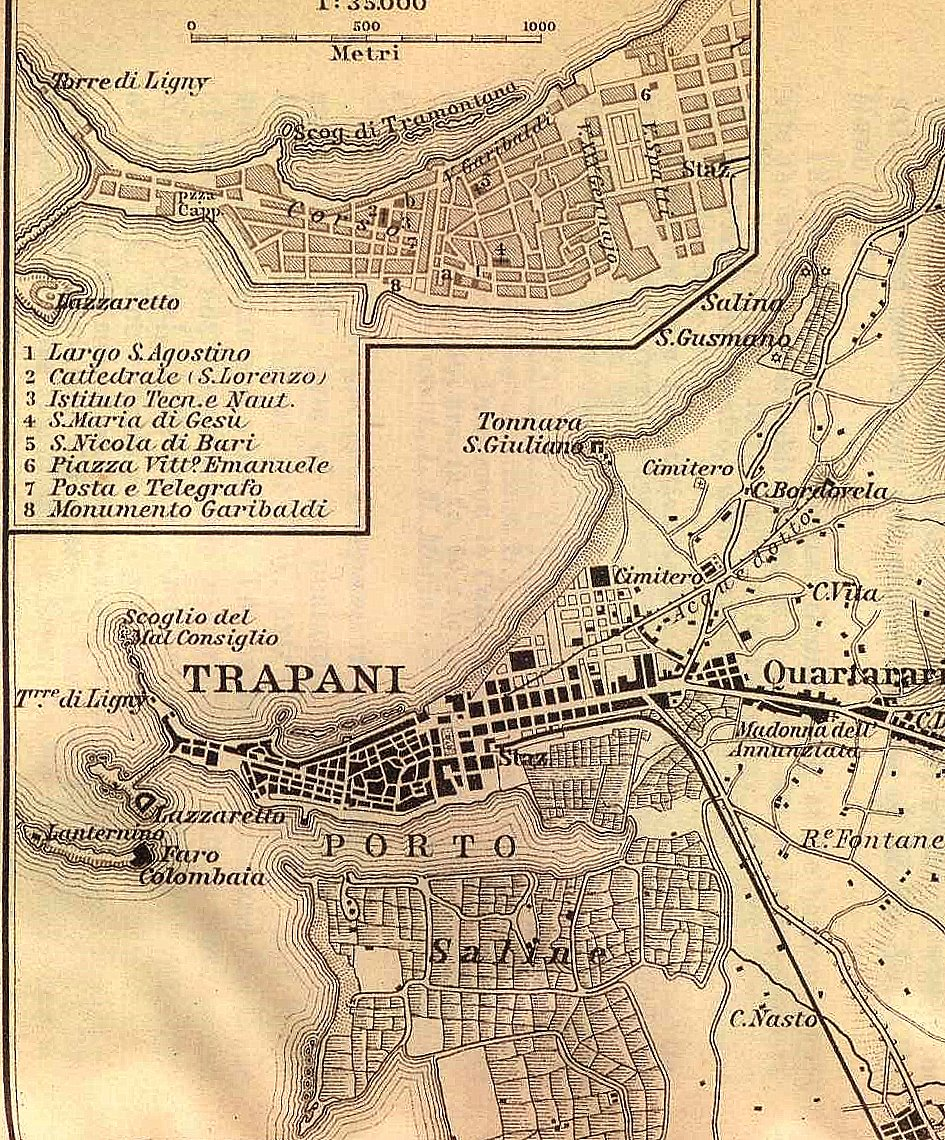
Mappa ottocentesca di Trapani

Il XVIII secolo vide quasi raddoppiare la popolazione trapanese che passò da circa 16.000 a 25.000 abitanti favorendo così il completamento di aree non edificate e la trasformazione urbanistica degli antichi quartieri. Il commercio rimase in vita solo grazie alla ricchezza derivante dalla produzione locale, dal momento che la città da tempo non si trovava più al centro dei traffici marittimi che dal Mediterraneo si erano spostati definitivamente verso l'Atlantico. Trapani restava importante dal punto di vista militare per la sua posizione geografica nel sistema difensivo del regno di Sicilia.

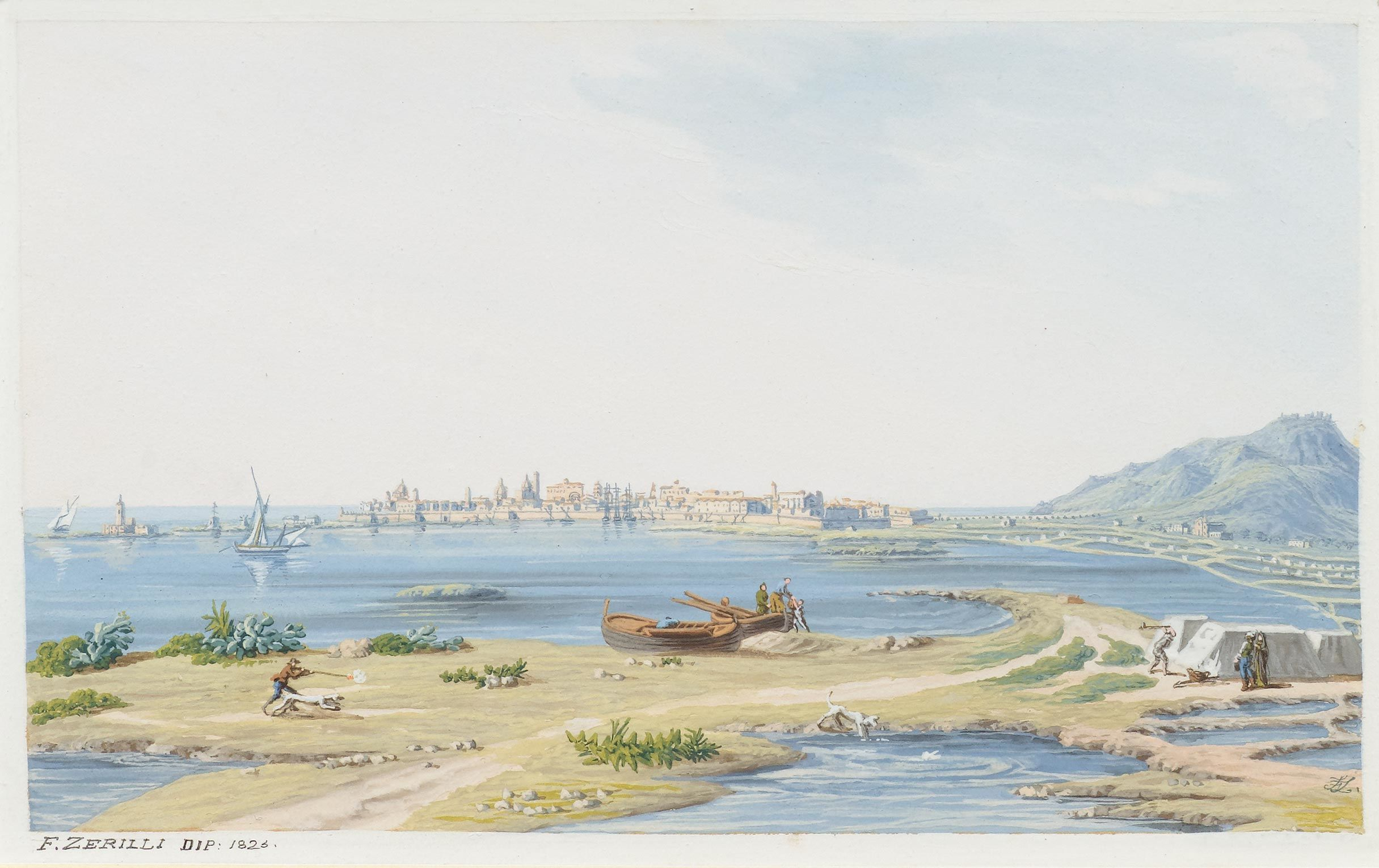
Trapani nel 1826, dipinto di Francesco Zerilli

Dopo le brevi parentesi sabauda (1713) e austriaca (1720), dalla seconda metà del Settecento inizia nel Regno di Sicilia il periodo della dinastia Borbonica (1734), che vedrà la Sicilia vittoriosa nelle guerre contro Napoleone al fianco dell'Impero austriaco e della Gran Bretagna. 
Nel dicembre 1816, il Regno di Sicilia venne soppresso e unificato col Regno di Napoli nel Regno delle Due Sicilie che durò fino al 1861. 
Tra il XVIII secolo e l'unità d'Italia, si procedette alla bonifica di alcune aree della città e al suo sviluppo urbanistico. In questo periodo i trapanesi si dedicano al commercio e all'industria. Fiorente era l'attività marinara, così come le industrie del sale e le tonnare. 
Ma crebbe anche il malcontento nei confronti dei Borbone di Napoli. Non essendosi mai sopito l'indomito e anti-borbonico indipendentismo siciliano, dopo una partecipazione attiva alla sollevazione popolare del 1820, Trapani partecipò attivamente alla Rivoluzione siciliana del 1848, sanguinosamente repressa dall'esercito di Ferdinando II di Borbone  che annientò l'esperienza dello Stato indipendente di Sicilia nato dalla Rivoluzione del 1848 e durato solo 15 mesi.
Occupata nel maggio del 1860 dai garibaldini sbarcati a Marsala, si pronunciò, con il plebiscito, per il Regno d'Italia con 5.464 sì e solo 2 no. 
Dopo l'unità il porto crebbe di attività mentre l'agricoltura si basava su olivo, vite e sommacco siciliano.
Il 5 giugno 1881 fu inaugurata la ferrovia Palermo-Trapani-Castelvetrano con i suoi 195 km, ma passando per Mazara del Vallo e Marsala, quasi il doppio del percorso. Nel 1887 ci fu una grave epidemia di colera.
Alla fine dell'Ottocento, Trapani perse la qualifica di piazza d'armi: la cinta muraria fu quasi interamente abbattuta e si procedette allo sviluppo urbano verso est secondo i nuovi canoni razionalisti dell'architettura contemporanea. 
Al termine della guerra (durante la quale Trapani ebbe circa 700 caduti), la città visse la sua piccola Belle Époque: una intraprendente borghesia urbana si rese protagonista di uno sviluppo non indifferente: le industrie legate alle saline, alle tonnare, al vino, all'olio fecero di Trapani una città particolarmente dinamica non solo dal punto di vista economico ma anche culturale. Vennero realizzati anche edifici - pubblici e privati - in stile liberty, come la Casina delle Palme.

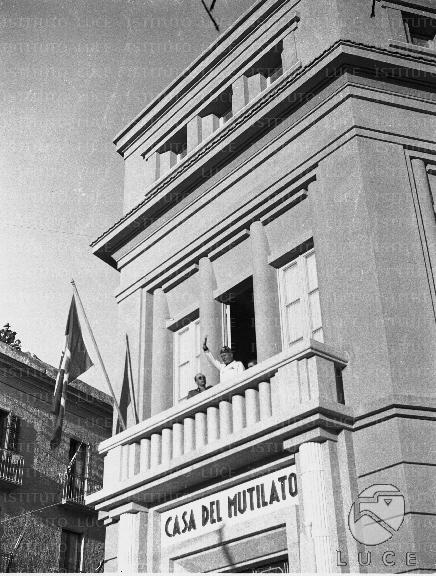
Mussolini nel 1937 si affaccia dalla Casa del Mutilato

Nel 1924, dopo una sua visita in città, il presidente del consiglio Benito Mussolini (che fu insignito della cittadinanza onoraria) decise di inviare a Trapani il prefetto Cesare Mori che, dopo poco più di un anno, fu trasferito a Palermo con poteri straordinari per la repressione del fenomeno mafioso. Nel 1928 visitò Trapani il fondatore del Futurismo Filippo Tommaso Marinetti, che dedicò una poesia alla città
.
Tra gli anni venti e gli anni trenta del Novecento sorsero prestigiosi edifici in stile neoclassico, liberty e razionalista, come il Palazzo delle Poste, il palazzo dell'Intendenza di Finanza, l'ospedale psichiatrico e quello di Torrebianca. Nel 1937 fu inaugurata la linea ferroviaria diretta Palermo-Trapani via Milo.
Nel 1937 nelle campagne di Trapani si svolsero le grandi manovre militari, alla presenza del re Vittorio Emanuele III e di Mussolini. La tragedia della seconda guerra mondiale vide Trapani impegnata come porto e base sommergibilistica di primaria importanza e, con il locale Aeroporto di Trapani-Milo e quello di Chinisia, la città divenne punto di collegamento dei rifornimenti per le truppe dell'Asse in Nordafrica. Subì pesanti bombardamenti aerei: fu bombardata sia dai francesi (giugno 1940), sia dagli angloamericani (1943), subendo la distruzione dell'intero quartiere storico di San Pietro e la morte di seimila persone. Ben ventotto furono le incursioni aeree che devastarono la città, collocandola al nono posto dei capoluoghi di provincia italiani bombardati. 
Il 22 luglio 1943 le truppe alleate di Patton giunsero nella piazza di Trapani trovando una città stremata.
Dopo l'occupazione si segnalarono alcuni episodi di sabotaggio contro gli Alleati che emisero alcune condanne a morte verso giovani fascisti, tra cui il futuro parlamentare missino Dino Grammatico, successivamente tramutate in oltre un anno di carcere.

## Età contemporanea
Nel referendum del 1946 la Provincia di Trapani si schierò, unica in Sicilia, in maggioranza per la Repubblica, con il 52,7%. 
La popolazione residente, pari a 63.540 abitanti nel 1936, in quegli anni crebbe, aumentando a 73.307 nel 1951 e a 75.537 nel 1961.
Tra il 1950 e il 1965 vi fu una lenta ripresa delle attività industriali e commerciali, e la città contò sul terziario e nelle attività connesse al suo ruolo politico e amministrativo di capoluogo di provincia. Il terremoto della Valle del Belice del gennaio del 1968 provocò morte e dolore anche nella città di Trapani. Altri lutti con l'alluvione del 1965 e con quella del 5 novembre 1976 che provocò 16 morti, finché negli anni ottanta fu completato un canale di gronda ai piedi del Monte Erice.
Con gli anni novanta la città si è proposta con più convinzione, rispetto al passato, come meta di interesse turistico, storico, culturale e sportivo attraverso piani di riqualificazione del centro storico, la realizzazione di nuove infrastrutture urbane, l'incremento di attività ricettive, di ristorazione e di intrattenimento, e con una più spiccata attenzione alla valorizzazione del suo ingente patrimonio storico, architettonico e naturalistico.
Negli ultimi anni la città ha assunto anche una connotazione internazionale con eventi di indubbia importanza sia culturale, come le mostre su Caravaggio, su Leonardo Da Vinci e del Crocifisso Ritrovato di Michelangelo, sia sportivo con alcune delle fasi della America's Cup.

## Simboli
(Decreto dell'11 agosto 1928 (Pagg. 4-5 in: ))

Lo stemma

Lo stemma della Città di Trapani ne racconta la storia attraverso una simbologia specifica.
La falce che sormonta le torri richiama immediatamente la forma falcata della penisola sulla quale si adagia la città di Trapani («Drépanon» in greco vuol dire falce) rimandando, inoltre, alla fertilità delle campagne circostanti.
Le cinque torri rappresentano le prime cinque torri che difendevano il nucleo della città: la Torre Pali, oggi scomparsa, che si trovava nel rione Casalicchio (San Pietro); la Torre Vecchia, incorporata nell'ex Palazzo Carosio all'angolo tra via Carosio e via delle Arti; la Torre di Porta Oscura che si trova dove oggi si erge la Torre dell'Orologio adiacente a Palazzo Cavarretta; la Torre del Castello di Terra, il maggiore presidio dell'antica cinta muraria visibile ancora oggi alle spalle degli uffici della questura; la Torre Peliade o del Castello di Mare detta anche "Colombaia" situata ancora oggi sull'isolotto omonimo all'imboccatura del porto.

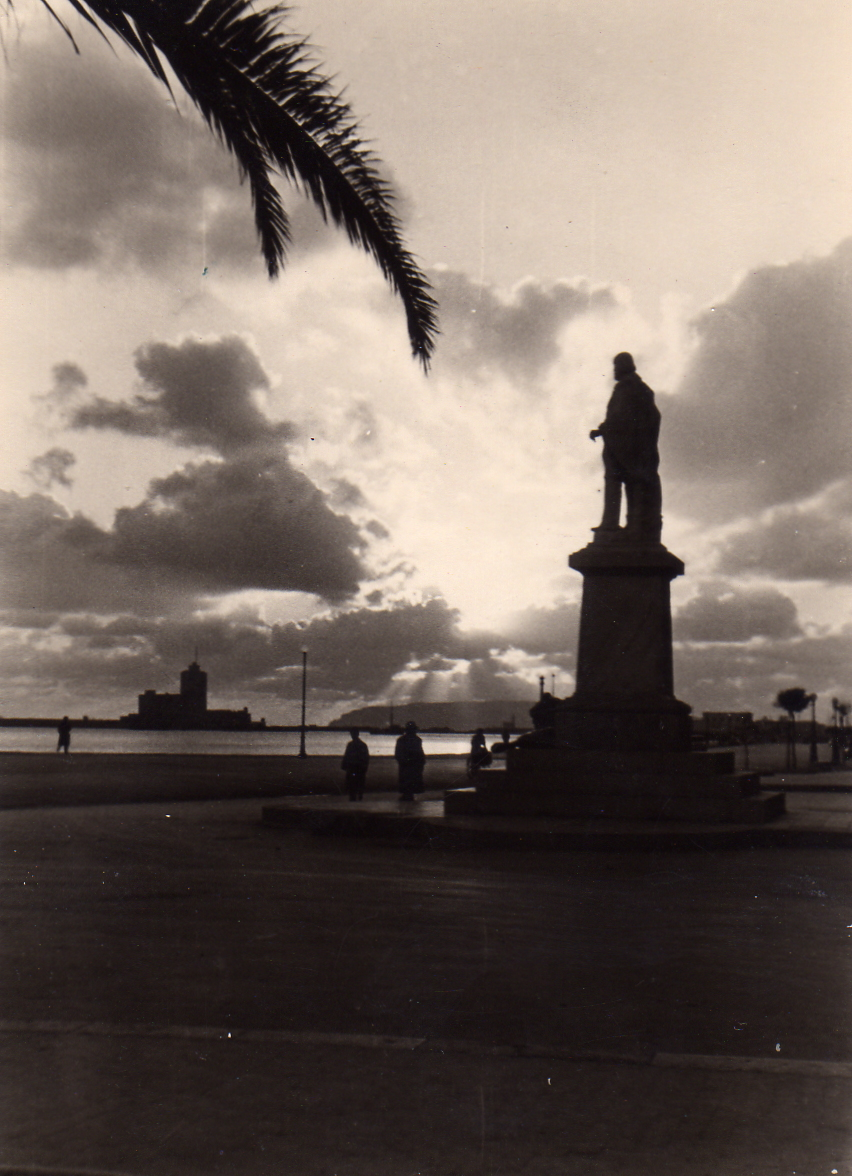
Piazza Garibaldi nel 1960

Per quanto riguarda i tre archi che formano il ponte che regge le cinque torri, lo storico Benigno da Santa Caterina, nel suo manoscritto Trapani profana del 1812, spiega che un ponte di tre archi univa il fossato alla Porta Borbone «che conduceva ad un grande rivellino col secondo corpo di guardia, e tutto cinto di cannoni di grosso calibro». Altre fonti rimandano, invece, alle antiche porte di accesso alla città, mentre un'altra ipotesi si riferisce all'antico acquedotto che collegava il centro urbano alle sorgenti di campagna lungo il tratto di strada che prende oggi il nome di via Archi. 
L'incompletezza dell'ultimo arco è, secondo alcune interpretazioni, il risultato di un remoto errore grafico che si è perpetuato nei secoli.

## Onorificenze
La città di Trapani è la XIV tra le 27 città decorate con Medaglia d'Oro come "Benemerite del Risorgimento nazionale" per le azioni patriottiche compiute dalla città nel periodo del Risorgimento. L'onorificenza fu assegnata con Regio Decreto 9 marzo 1899, n. 71 dal re Umberto I.
Il 31 dicembre 1961 Trapani è stata insignita dal Presidente della Repubblica Giovanni Gronchi (e consegnata poi da Antonio Segni) della Medaglia d'oro al valor civile per le numerose vittime subite nel corso dei bombardamenti degli Alleati durante la seconda guerra mondiale.